# عزیزه امیر
عزیزه امیر (عربی: عزيزة أمير؛ ۱۹ دسامبر ۱۹۰۱ – ۲۸ فوریهٔ ۱۹۵۲) هنرپیشه، تهیه‌کننده فیلم، و فیلم‌نامه‌نویس اهل مصر بود که بیشتر در فیلم‌های سبک افسانه‌ای نقش‌آفرینی می‌کرد.
او در اولین فیلم ساخته‌شده در مصر در سال ۱۹۲۷ به نام «لیلا» نقش‌آفرینی کرده‌است.